# Suvorovové
Suvorovové (rusky Суворовы) je vyhaslý ruský šlechtický (knížecí) rod.

## Původ a historie
V obecné literatuře se o původu Suvorovů uvádělo, že jejich předci pocházeli ze Švédska. Tato verze pochází především z biografie generála Alexandra Vasiljeviče Suvorova, který napsal: "Za života cara Michaila Fjodoroviče opustili Juda a Suvor Švédsko (1622) a na základě své petice jim bylo uděleno ruské občanství. Nazývaní titulem "čestní muži" se rozděleni do různých linií a podle Suvora se jim začalo říkat Suvorové." Nicméně příjmení Suvorov, jak hrabě Semjon Romanovič Voroncov píše v dopise (7. listopadu 1811) svému synovi Michailu Semjonovičovi: "... má nepochybně ryze ruské kořeny, protože Suvor je s největší pravděpodobností přezdívka pro drsného člověka".
Podle jiné verze kořeny rodu sahají k Savelimu Suvorovovi, šlechtici v 16. století, o němž se předpokládá, že byl švédského původu. Ten vstoupil do ruské vojenské služby a směl vlastnit statek.
Podle oficiální verze jejich předek, kterému se přezdívalo Juda Suvor, skutečně opustil Švédsko a rod od něj přijal příjmení. Jejich rodokmen je v genealogický příbuzný rodu Naumovců.

## Rodokmen
Doložená rodová linie začíná osobou generála Vasilije Ivanoviče Suvorova (1705-1775). Jeho syn generalissimus, maršál Alexandr Vasiljevič Suvorov (1730–1800) byl v roce 1789 povýšen do hodnosti říšského hraběte (Suvorov Rymnikski) a v roce 1799 do hodnosti knížete jako Itallijskij. Již v generaci jeho pravnoučat v roce 1893 však rod v mužské linii vyhasl.

### Linie
- Vasilij Ivanovič Suvorov (1705-1775), ruský général en chef, ∞ Jevdoxija Manukovová († 1743)
  - Alexandr Vasiljevič, hrabě Suvorov-Rymnikskij, kníže Italijski (1730-1800), ruský generál, ∞ kněžna Varvara Ivanovna Prozorovská (1750-1806)
    - Natalia Alexandrovna Suvorov, kněžna Italijská (1775-1844), ∞ hrabě Nikolaj Alexandrovič Zubov (1763-1805), ruský generálmajor
    - Arkadij Alexandrovič Suvorov, kníže Italijskij (1780-1811), ruský generál pobočník a generálporučík, ∞ Jelena Alexandrovna Naryškinová (1785-1855)
      - Alexandr Arkadjevič Suvorov, kníže Italijskij (1804-1882), ruský generál adjutant a generál pěchoty, ∞ Ljubov Vasiljevna Jarcovová (1811-1867)
        - Ljubov Alexandrovna Suvorovová, kněžna Italijská (1831–1883), ∞I 1858 kníže Alexej Vasiljevič Golicyn († 1901), ∞II 1861 hrabě Vladimir Vladimirovič Molotsov (1835–1877), ruský plukovník, vojenský atašé
        - Arkadij (Nikolaj) Alexandrovič Suvorov, kníže Italijski (1834–1893), pobočník Alexandra II., ∞ Jelizaveta Ivanovna Basilevská (* 1834, † po 1910)
        - Alexandra Alexandrovna Suvorovová, kněžna Italijská (1844-1927), ∞ Sergej Vladimirovič Kozlov (1853-1906), ruský generálmajor

## Galerie

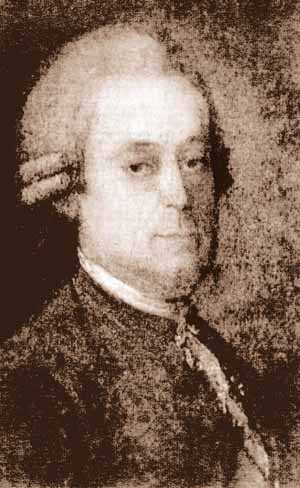
Vasilij Ivanovič Suvorov (1705-1775)
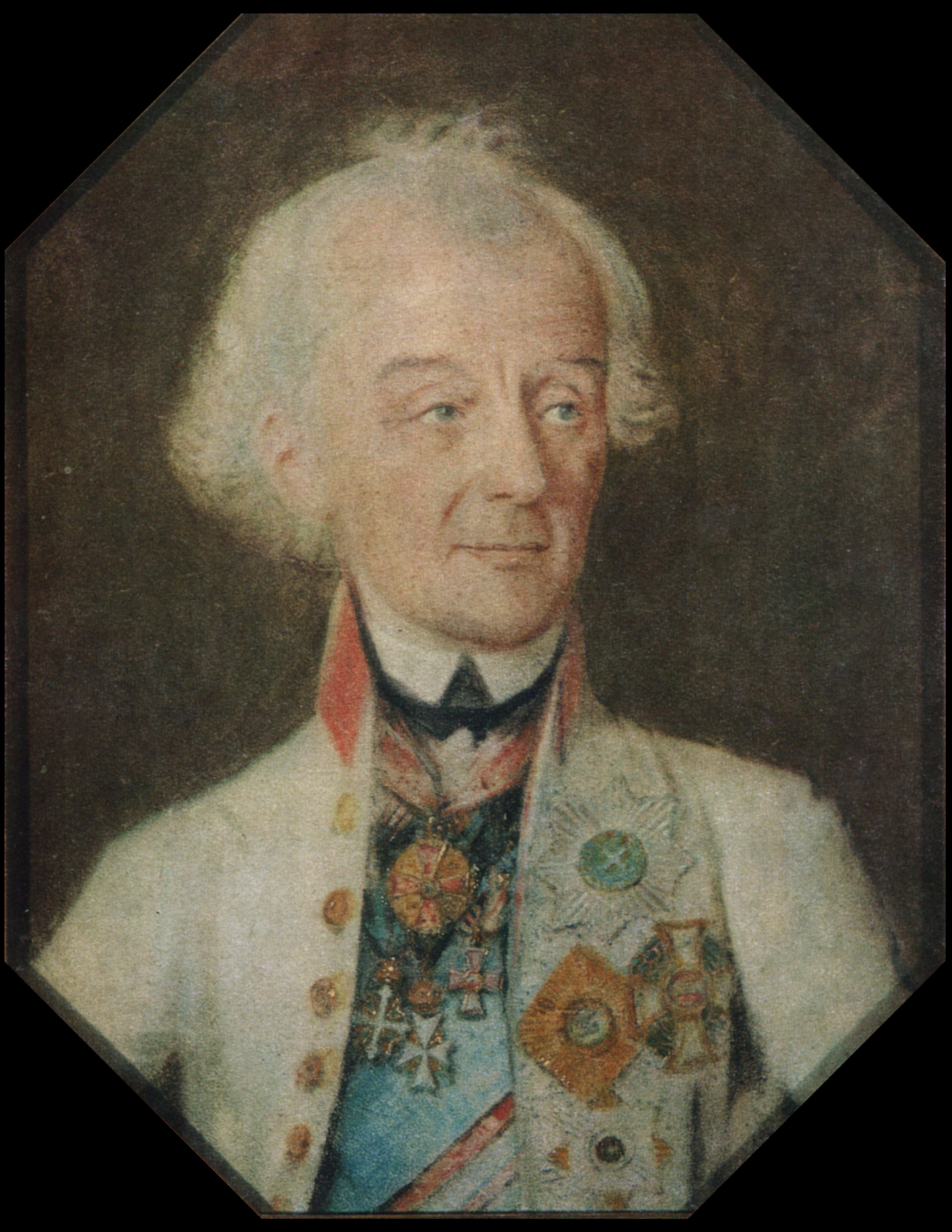
Alexandr Vasiljevič Suvorov (1730-1800)
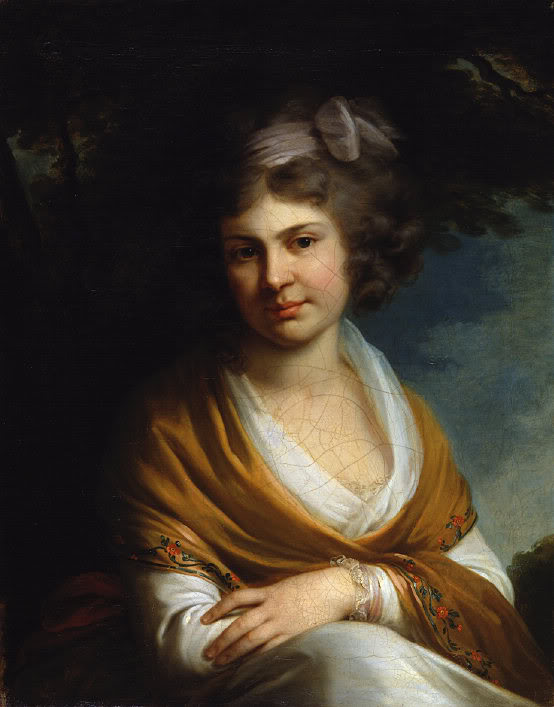
Natalija Alexandrovna Suvorovová (1775-1844)
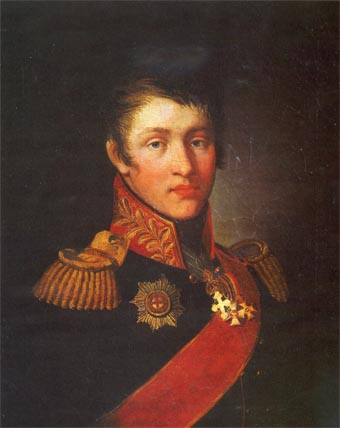
Arkadij Alexandrovič Suvorov (1780-1811)
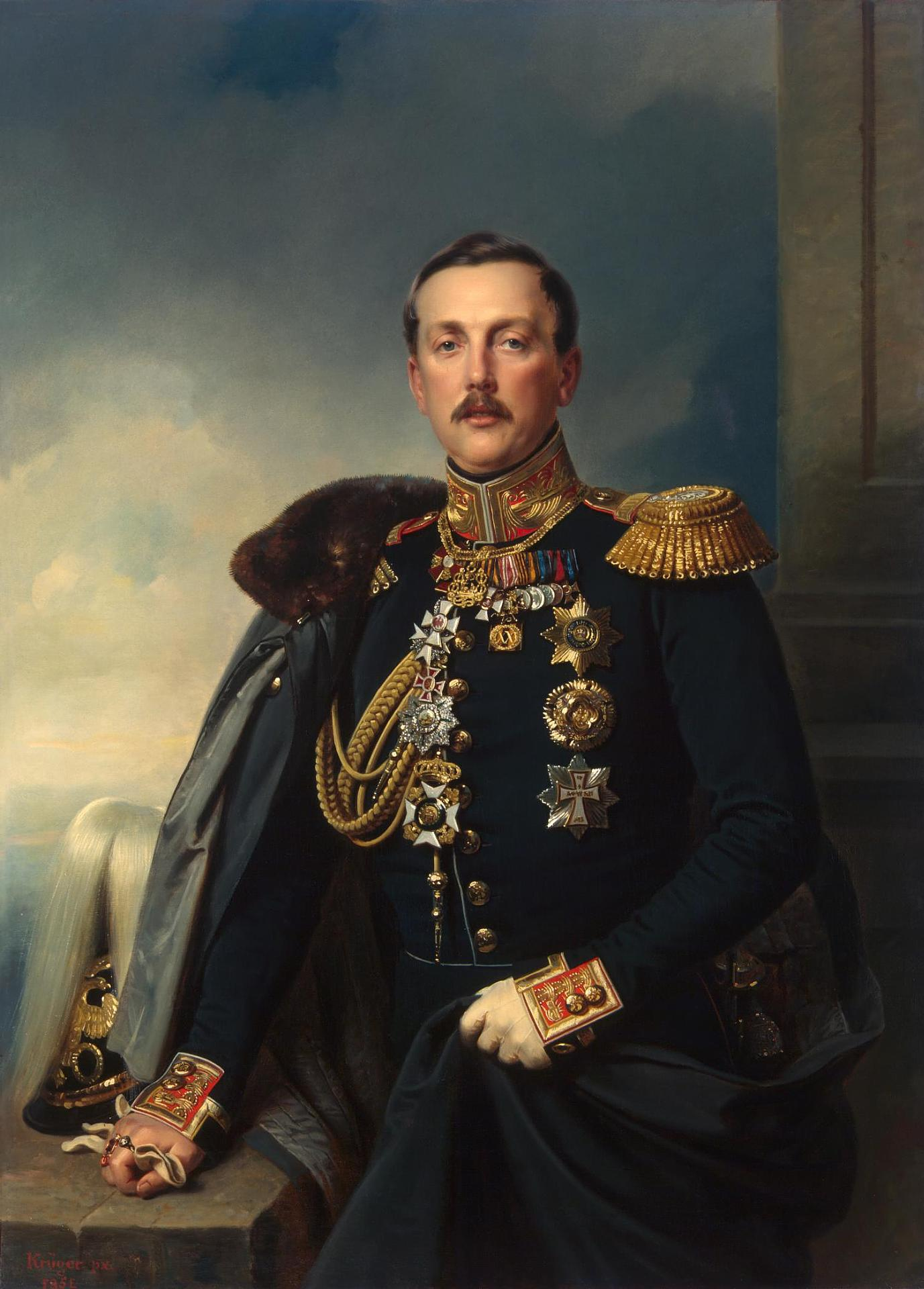
Alexandr Arkadjevič Suvorov (1804-1882)